# Geotrygon
Geotrygon – rodzaj ptaków z podrodziny gołębi (Columbinae) w rodzinie gołębiowatych (Columbidae).

## Zasięg występowania
Rodzaj obejmuje gatunki występujące w obu Amerykach.

## Morfologia
Długość ciała 19–31 cm; masa ciała 77–225 g.

## Systematyka

### Etymologia
- Geotrygon: gr. γεω- geo- „ziemny-”, od γη gē „ziemia”; τρυγων trugon, τρυγονος trugonos „gołąb”[10].
- Oreopeleia (Oropeleia, Oropelia, Oreopelia): gr. ορος oros, ορεος oreos „góra” (tj. góry Martyniki); πελεια peleia „gołąb”[11]. Gatunek typowy: Columba montana Linnaeus, 1758.
- Osculatia: Gaetano Osculati (1808–1884), włoski entomolog, podróżnik, kolekcjoner[12]. Gatunek typowy: Geotrygon saphirina Bonaparte, 1855.

### Podział systematyczny
Do rodzaju należą następujące gatunki:
- Geotrygon purpurata (Salvin, 1878) – błyskotek purpurogłowy – takson wyodrębniony ostatnio z G. saphirina[14][15][16][8][17]
- Geotrygon saphirina Bonaparte, 1855 – błyskotek szafirowy
- Geotrygon versicolor (Lafresnaye, 1846) – błyskotek czubaty
- Geotrygon montana (Linnaeus, 1758) – błyskotek rdzawy
- Geotrygon violacea (Temminck, 1809) – błyskotek fioletowy
- Geotrygon caniceps (Gundlach, 1852) – błyskotek szaroczelny
- Geotrygon leucometopia (Chapman, 1917) – błyskotek białoczelny – takson wyodrębniony ostatnio z G. caniceps[18]
- Geotrygon chrysia Bonaparte, 1855 – błyskotek zielonogłowy
- Geotrygon mystacea (Temminck, 1811) – błyskotek białowąsy